# پیتر الفیموف
 پیتر الفیموف (به انگلیسی: Petr Elfimov) (زاده ۱۵ فوریه ۱۹۸۰) خواننده بلاروسی است.
او در مسابقه آواز یوروویژن ۲۰۰۹ نماینده بلاروس بود.

## نگارخانه

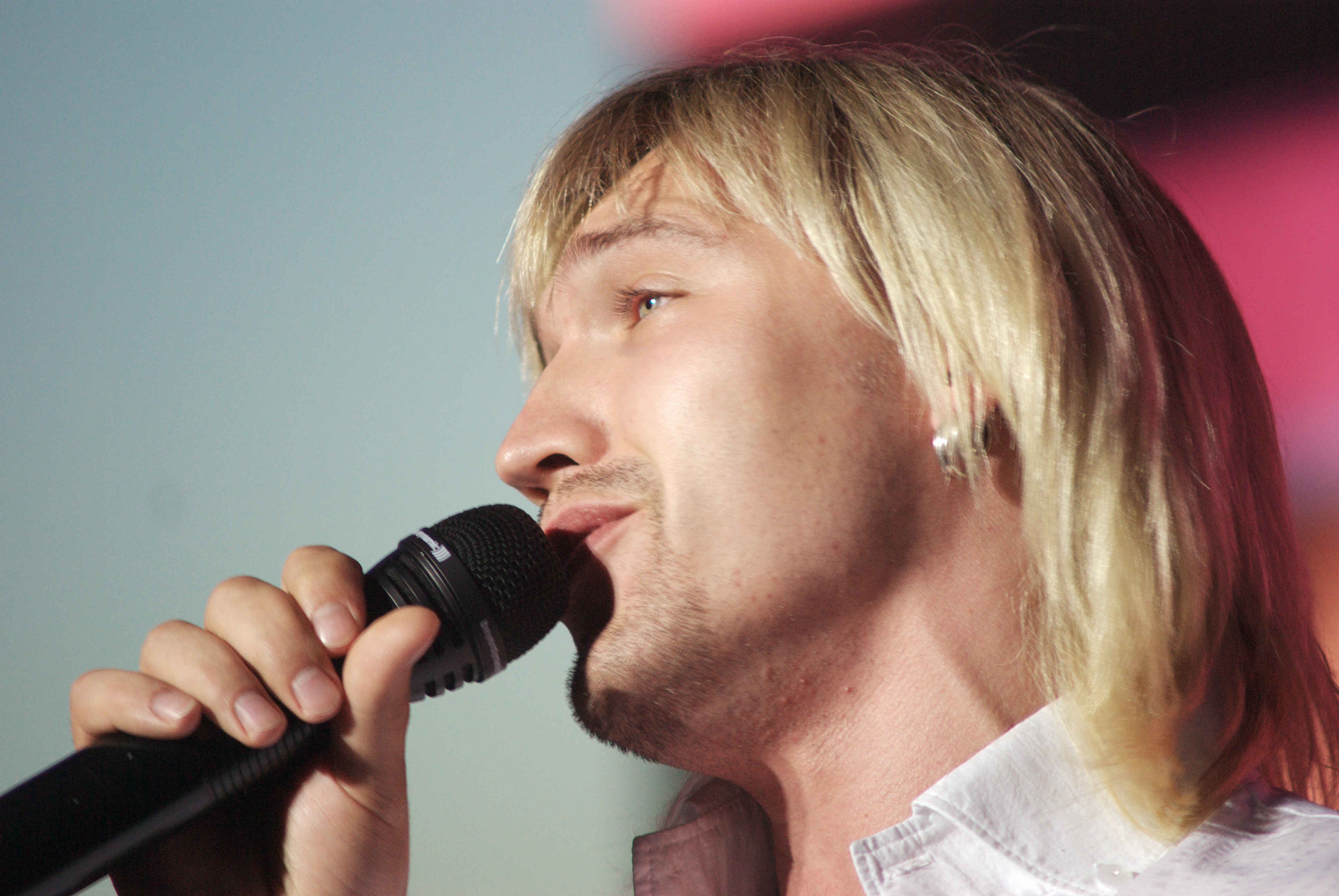
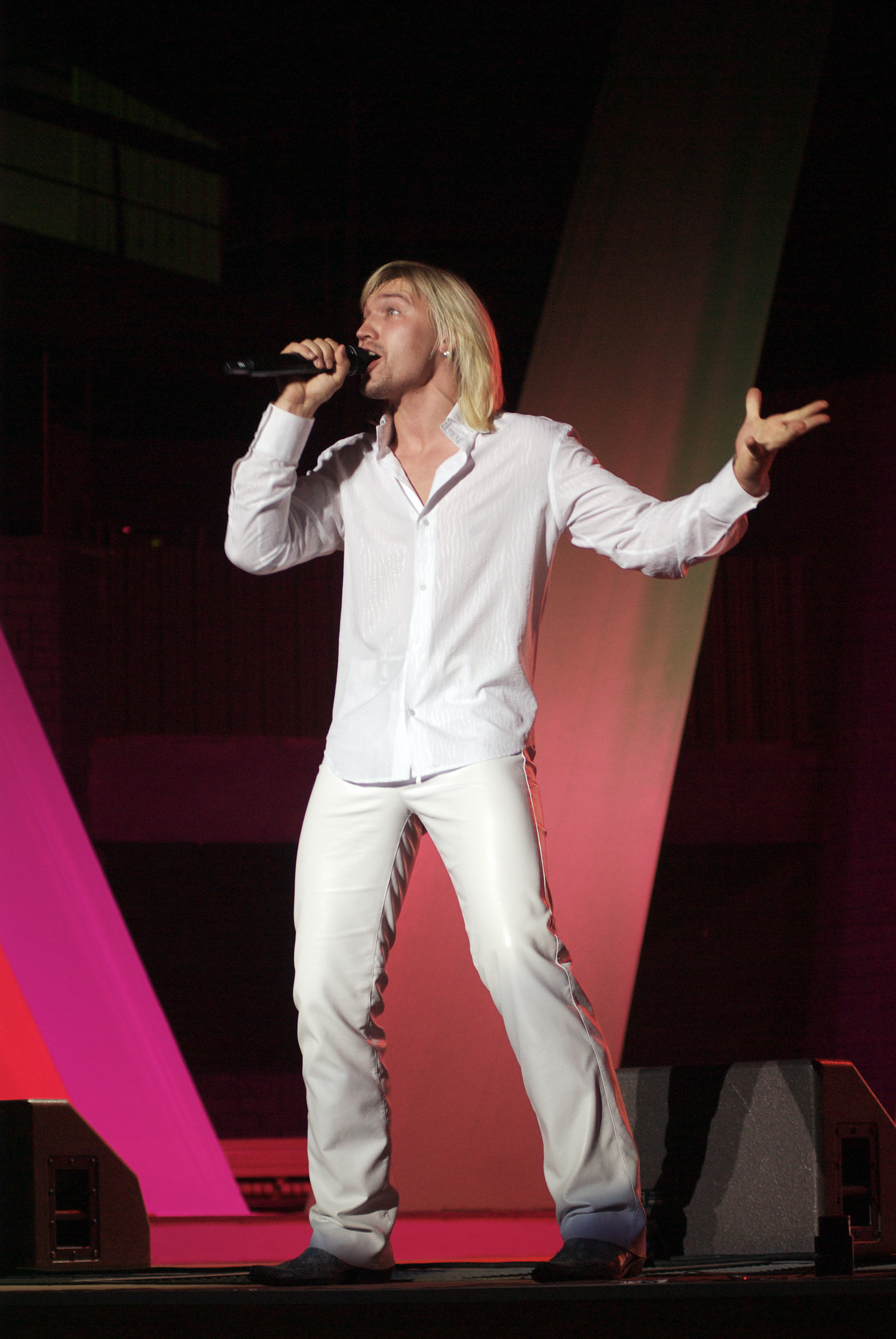
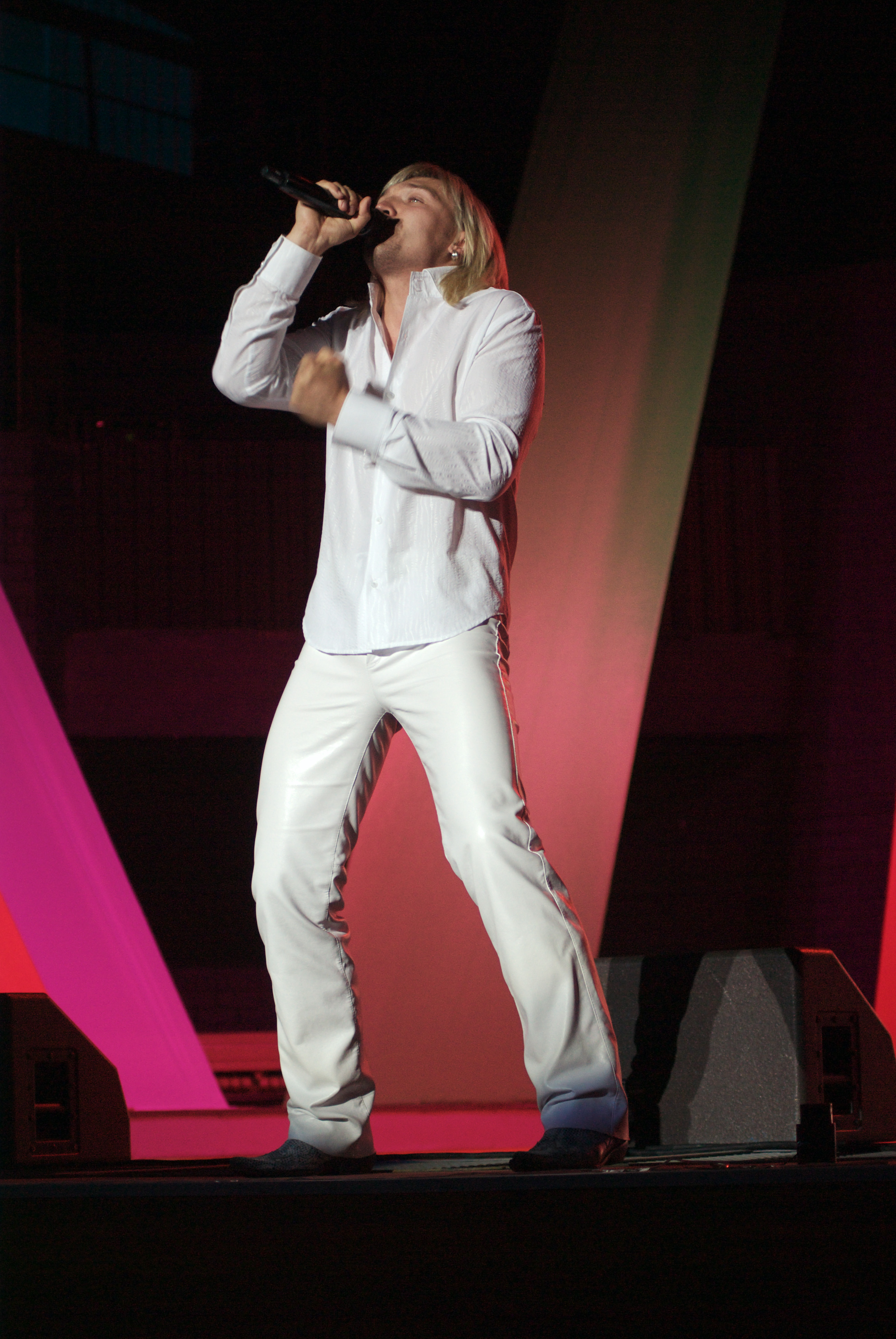